# Seweryn Albert Hartman
Seweryn Albert Hartman (spotyka się także pisownię:  Albert Seweryn Hartman), ps. Sebastian Arhens, Jan Walicki, J. Walicki (ur. 1898, zm. 1968) – polski literat, pisarz i tłumacz literatury angielskiej, francuskiej, hiszpańskiej i rosyjskiej; autor różnorodnych poradników.
Autor m.in. następujących książek:
- Kodeks towarzyski: jak się powinien zachować Człowiek Wytworny w domu i po za domem: podręcznik dobrych obyczajów towarzyskich, według ostatnich wymagań wychowania i życia (1927)
- Przyjaciel z przypadku: powieść kryminalna (1932)
- Kaboklerska miłość: powieść (1933)
- Synowie dżungli: przygody w Brazylji: powieść podróżnicza (1934)
- Święta róża (1935)
- Miasto cieni: powieść (1939)
- Baśnie i podania (1943)
- Polityka zatrudnienia (1950)
- Belgika (1957)
- Mały ren małej Czonki (1959)

Także autor poradników prawniczych, zbiorów wzorów pism urzędowych i procesowych oraz zbioru przepisów sanitarnych.
Przełożył na język polski m.in. następujące powieści:
- Nasi za granicą: powieść humorystyczna - Nikołaja Lejkina (przekład z 1927)
- 500 milionów Begumy - Juliusza Verne'a (przekład z 1931)
- Przygody Don Kichota z La Manczy - Miguela de Cervantesa (przekład z 1931)
- Chata wuja Toma: powieść dla młodzieży - Harriety Beecher Stowe (przekład z 1932)
- Kapitan Łamigłowa: powieść dla młodzieży - Louisa Henriego Boussenarda (przekład z 1932)
- Korsarze mórz południowych: powieść dla młodzieży - Louisa Henriego Boussenarda (przekład z 1932)
- Piekło wśród lodów: powieść dla młodzieży - Louisa Henriego Boussenarda (przekład z 1932)
- Pamiętnik sierotki - Lidii Carskiej (przekład z 1933)
- Hrabia Monte Christo: powieść - Aleksandra Dumasa ojca (przekład z 1937)
- Mars na horyzoncie - Lwa Kassila (przekład z 1949)
- Światła Moskwy - Lwa Kassila (przekład z 1950)
- Fabryka samoczynna - Michaiła Ilina (przekład z 1951)